# Stadio Pasienky
Lo Stadio Pasienky (slovacco: Štadión Pasienky) è un impianto sportivo polifunzionale  di Bratislava. 
Lo stadio ha una capacità di 11.591 spettatori ed ospita le partite casalinghe dell'Inter Bratislava e, dal 2012 (anche se temporaneamente), le partite dello Slovan Bratislava.
Durante le qualificazioni al mondiale 2010 lo stadio ha ospitato due gare della nazionale slovacca, ma a causa dell'inutilizzabilità di alcune apparecchiature, la Nazionale ha giocato le altre partite di qualificazione al Tehelné pole.
L'impianto è dotato anche di una pista di atletica.

## Uso culturale
Lo stadio viene anche usato per i concerti. Si sono esibiti in questo stadio gruppi come Metallica e Depeche Mode e artisti come Carlos Santana.